# Jilly Goolden
 (avril 2020).
Jill Priscilla Goolden, née le 28 septembre 1949 dans le Surrey, est une critique de vin, journaliste et personnalité de la télévision anglaise.

## Biographie
Pendant 18 ans, Goolden co-présente la populaire série télévisée BBC2 Food and Drink en Grande-Bretagne, avec Chris Kelly, Michael Barry et son ami Oz Clarke (un autre œnophile). Elle est connue pour ses descriptions de l'appréciation de la dégustation de vin faisant souvent référence à certains vins comme rappelant les gouttes de poire, la réglisse et même le caoutchouc. Goolden présente deux séries télévisées sur les antiquités pour BBC1, The Great Antiques Hunt et Going, Going, Gone, et elle voyage beaucoup en tant que présentatrice régulière du programme Holiday de BBC1. En 2003, elle est présentatrice sur Holiday - You Call the Shots de BBC1. En 2004, le Radio Times a inclus Goolden dans une liste des 40 présentateurs de télévision les plus excentriques de tous les temps. En 2005, elle est apparue dans une nouvelle série Channel 4 Extreme Celebrity Detox. Elle joue également dans un mini-drame écrit et réalisé par Pauline Quirke et joue dans The Vagina Monologues au Royal Albert Hall.
En novembre 2005, Goolden apparaît dans la cinquième série ITV1 de I'm a Celebrity... Faites moi sortir d'ici!. Pendant son séjour dans la jungle, Goolden, avec sa célébrité Carol Thatcher, est élue pour faire un procès de bushtucker. Cela implique de manger divers insectes et quelques spécialités locales. Pendant le procès, Goolden essaie de manger le pénis d'un kangourou dans le cadre de la tâche, mais ne réussit pas. En 2006, elle apparaît dans la série télévisée Celebrity MasterChef.
Goolden écrit des livres sur le vin et la nourriture et la chiromancie. Ses livres apparaissent dans la liste des best-sellers du Sunday Times. Elle co-écrit des livres qui comprennent cinq volumes de nourriture et de boisson, divertissant avec de la nourriture et de la boisson et The Big Food and Drink Book. Elle est co-auteur de Your Hand - An Illustrated Guide To Palmistry au début des années 1980.
En 2008, Goolden participe à une spéciale de Wife Swap au Royaume-Uni, échangeant avec Cynthia O'Neal, l'épouse d'Alexander O'Neal. 
Elle est juge sur le programme ITV Britain's Best Dish pour les deux séries depuis 2007. 
Goolden est vice-présidente de l'association caritative Advance Center for the Scotson Technique.

## Vie privée
Goolden est mariée à Paul Marshall, un ancien fonctionnaire du ministère de la Santé. Ils ont trois enfants. Ils vivent dans la forêt d'Ashdown où Goolden organise des soirées de dégustation de vins. 